# Slaughter of the Soul
Slaughter of the Soul er et album fra det melodiske dødsmetalband At the Gates der blev udgivet i 1995. Det var det sidste studiealbum bandet indspillede inden de blev opløst i 1996. Mange fans mener at dette album (sammen med In Flames' The Jester Race og Dark Tranquillitys The Gallery) var med til at definere Göteborg musikkken

## Numre
1. "Blinded by Fear" – 3:12
2. "Slaughter of the Soul" – 3:02
3. "Cold" – 3:27
4. "Under a Serpent Sun" – 3:58
5. "Into the Dead Sky" – 2:12 (instrumental)
6. "Suicide Nation" – 3:35
7. "World of Lies" – 3:35
8. "Unto Others" – 3:11
9. "Nausea" – 2:23
10. "Need" – 2:36
11. "The Flames of the End" – 2:57
12. "Legion" – 3:54 (Slaughter Lord cover)
13. "The Dying" – 3:18 (Uudgivet nummer fra 'Slaughter of the soul' perioden)
14. "Captor of Sin" – 3:19 (Slayer cover)
15. "Unto Others" – 3:06 ('95 Demo)
16. "Suicide Nation" – 3:22 ('95 Demo)
17. "Bister Verklighet" – 1:55 (No Security cover)

## Musikere
- Tomas Lindberg – Vokal
- Anders Björler – Guitar, trommer
- Jonas Björler – Bas
- Adrian Erlandsson – Trommer
- Martin Larsson – Guitar